# 比佛利山
，是一座位於美國加州洛杉磯縣西邊的城市。比佛利山和鄰近的西好萊塢被洛杉磯市完全包圍。這個區域的高級住宅區被稱為「白金三角」，是由比佛利山、洛杉磯的貝萊爾（Bel-Air）以及霍姆比山（Holmby Hills）三個地區組成。根據2020年的調查，人口總數為32,701人。
比佛利山的北側為貝萊爾和聖莫尼卡山，西側則是西好萊塢、洛杉磯的卡爾泰（Carthay）和費爾法克斯（Fairfax District）兩個住宅區，南側則是比佛利伍茲（Beverlywood）。
與好萊塢所描述的不同，比佛利山並不是所有人都非常富有。雖然一部份洛杉磯縣最大的私人住宅座落在比佛利山市裡，但僅佔了整個城市的10%。其他的住宅包括毗聯式的出租公寓和小於92坪（278平方公尺）的獨立式住宅。在洛杉磯縣內有較比佛利山更均一富有的區域。比佛利山的平均收入為71,000美元，比洛杉磯縣的平均收入多18,000美元。
2007年，科威不動產（Coldwell Banker）將比佛利山列為全美最昂貴的住宅市場，一棟中型住宅的售價超過220萬美元。

## 地理

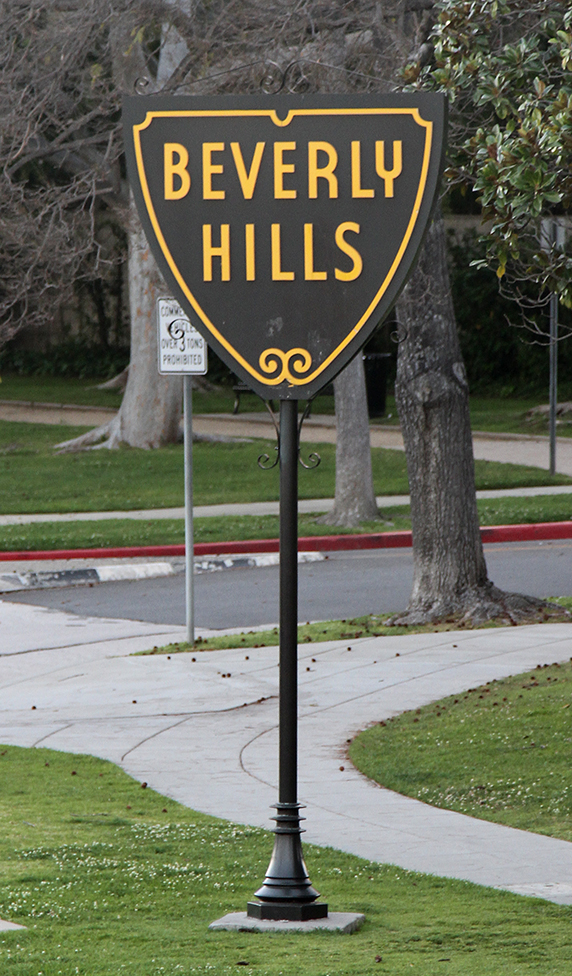
位於比佛利山市邊界的標示牌

比佛利山四周被洛杉磯的多座城市圍繞著，東北邊與西好萊塢隔著達西尼大道（Doheny Boulevard）相接，西好萊塢知名的「日落街道」（Sunset Strip）也包含比佛利山的「日落大道」（Sunset Boulevard）。
主要的幹道包括了威爾夏大道（Wilshire Boulevard）、聖塔莫尼卡大道（Santa Monica Boulevard）和日落大道（Sunset Boulevard）。購物區包括比佛利街（Beverly Drive）和羅迪歐街（Rodeo Drive）。冷水峽谷街（Coldwater Canyon Drive）是比佛利山通往圣费尔南多谷的主要道路。
大部分的居民住在比佛利山的「平地區」（flats），是指日落大道以南相對平坦的地區。但位於日落大道以北的住宅比其他地區的價格高出許多，而比佛利山最昂貴的住宅都位於丘陵地上。威爾夏大道將「平地區」分為兩個區域，當地稱為「軌道北邊」（north of the track）或「軌道南邊」（south of the track），這是由於過去威爾夏大道上一度有紅線鐵路（Redline stockcar）使用的列車軌道。威爾夏大道以南的區域是比佛利山最多公寓建築的地方，同時也是房屋價值最低的區域。
除了比佛利山飯店和比佛利希爾頓飯店（Beverly Hilton Hotel）之外，所有的商業設施和政府辦公室皆位於聖塔莫尼卡大道的南邊。靠近比佛利山市區的還有著名的洛杉磯鄉村俱樂部（Country Club），擁有兩座高爾夫球場。

## 人口結構
| 调查年                | 人口   | 备注 | %±       |
| --------------------- | ------ | ---- | -------- |
| 1920                  | 674    |      | —        |
| 1930                  | 17,429 |      | 2,485.9% |
| 1940                  | 26,823 |      | 53.9%    |
| 1950                  | 29,032 |      | 8.2%     |
| 1960                  | 30,817 |      | 6.1%     |
| 1970                  | 33,416 |      | 8.4%     |
| 1980                  | 32,646 |      | −2.3%    |
| 1990                  | 31,971 |      | −2.1%    |
| 2000                  | 33,784 |      | 5.7%     |
| 2010                  | 34,109 |      | 1.0%     |
| 2020                  | 32,701 |      | −4.1%    |
| U.S. Decennial Census |        |      |          |

根據2005年的人口普查結果，比佛利山的人口共有34,980人。城市人口的種族構成為80.06%的白人、1.77%的黑人或非裔美國人、0.13%的美國原住民、9.05%的亞洲人，以及1.50%的其他種族和4.63%的拉丁美裔人。
在年齡結構方面，18歲以下的居民佔了總人口的20.0%、18至24歲佔了6.3%、25至44歲為29.3%、45至64歲為26.8%，而65歲以上的則佔了17.6%。平均年齡為41歲。
比佛利山共有15,035間已有人居住的住宅單位（household），其中24.4%的住宅單位有18歲以下的孩童，並且與家人同住；51.8%為已婚的伴侶同住、8.1%的為離婚或沒有丈夫的已婚女性，31.0%則沒有任何家庭關係。平均的住宅單位人口是2.24人，而家庭人口是3.02人。
本市住宅單位年收入的中間值是$70,945美元，是典型的上層中產階級收入數字，並且與聖荷西的年收入數值相近。此外，已有人居住或持有的房屋價值的中間值超過了$1,000,000美元。這是由於比佛利山擁有非常多的租屋人口，因此並非大多數人都擁有自己的房子。租賃住宅佔了全市房屋數量的56.6%，而租屋者的平均住宅單位年收入為$48,179，僅稍微高於全美國的平均年收入。而自有房屋者的住宅單位年收入平均則高達$125,707美元。
比佛利山市的家庭（family）年收入中間值為$102,611美元。男性的收入中間值$72,004美元較女性的$46,217來得高。平均的個人年收入（per capita income）為$65,507美元。9.1%的人口低於貧窮門檻，大多數都是超過65歲的居民。
描述比佛利山富裕家庭青少年的知名影集《飛越比佛利》的英文原名為「90210」，但90210並不是全美國或全加州最富裕地區的郵遞區號（加州最富裕地區的郵遞區號為艾瑟頓（Atherton）的94027，而全美最富裕的郵遞區號是佛州邁阿密海灘的33139）。事實上，在全美人口超過10,000人且住宅價格中間值超過1,000,000人的城市中，比佛利山擁有最低的住宅單位平均收入值。而其他被認為非常富裕的其他地區如紐波特海灘和拉古納海灘也有相同的情形。

## 政府與政治

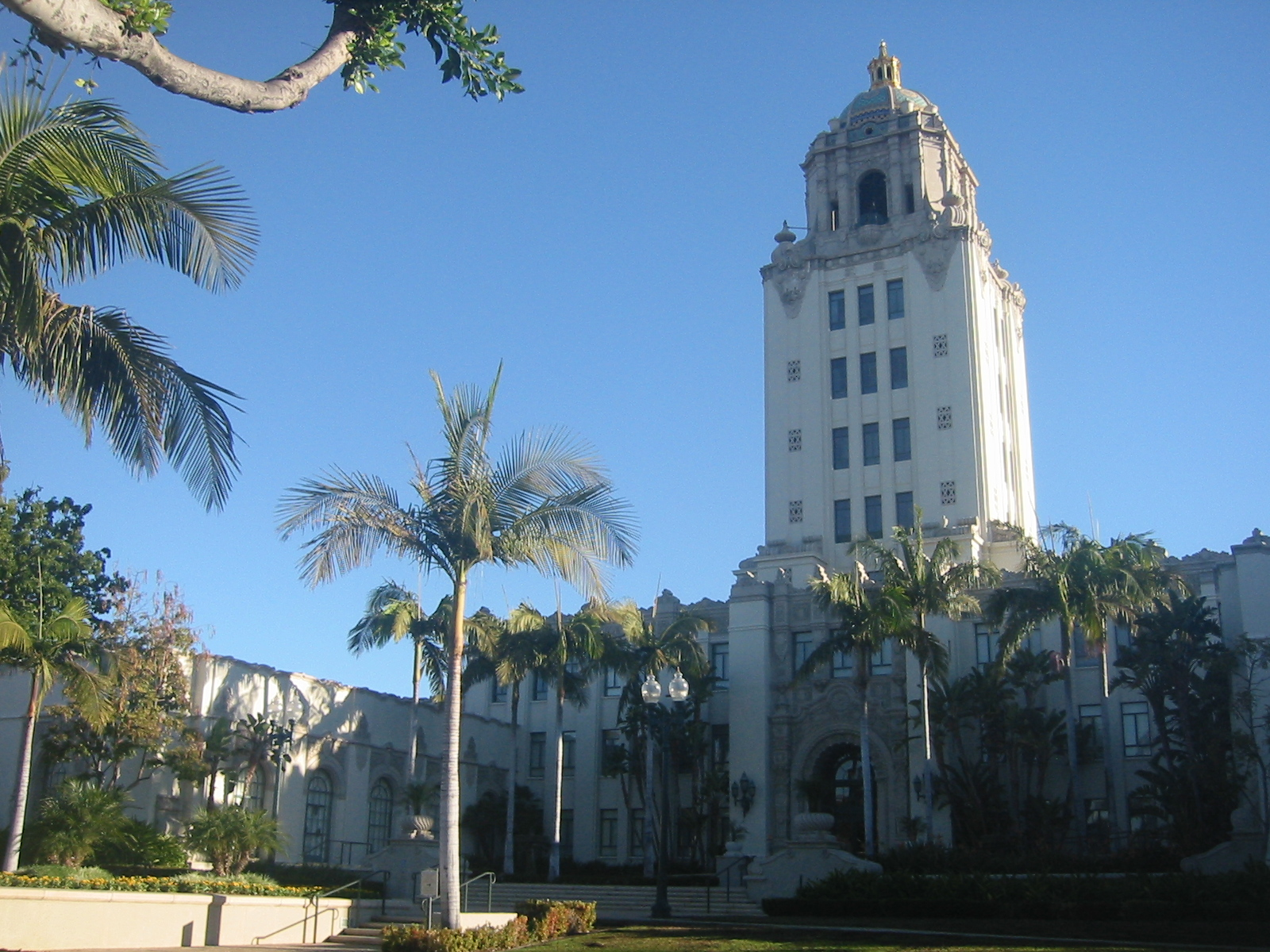
於1932年建造的比佛利山市政府

比佛利山有21,426名註冊選民，其中約50.3%是民主黨人，25.9%是共和黨人，剩餘的2.8%為獨立選民或隸屬其他小型政黨。由於支持民主黨的民众占绝大多数，比佛利山成為南加州地區自由主义色彩较为浓厚的城市。在2004年的總統大選，約翰·凱利以62%的得票率超越乔治·布什的37%。在2006年的州長選舉，共和黨的阿諾·史瓦辛格在比佛利山僅獲得45%的支持率，但仍然因其他地區的得票而當選連任州長；而民主黨的候選人菲爾·安吉利迪（Phil Angelides）獲得54%的支持率。
比佛利山是一個通用法（general law）城市，由市議會（City Council）的五名成員治理，包含市長與副市長。市議會聘請市經理負責政策與服務的執行。每一個奇數年，市議會的其中兩或三名成員會由市民投票改選，繼續下一個四年的任期。每年三月市議會會招開會議，並從成員中選出市長和副市長。
比佛利山警察局有權在市內進行法律的強制執行，包含曾經和名人發生爭執與打鬥。比佛利山警察局曾在1986年的喜劇電影《進出比佛利山》（Down and Out in Beverly Hills）和《比佛利山超級警探》（Beverly Hills Cop）中出現。

## 名人
以下列出曾經或目前居住於此的著名人物：

| - 潔西卡·艾巴 - 克莉絲汀·阿奎萊拉 - 珍妮佛·安妮斯顿 - 露西尔·鲍尔 - 湯瑪斯·本高特（傻瓜龐克成員） - 大衛·貝克漢和維多莉亞·貝克漢 - 貝瑞·邦茲 - 湯姆·克魯斯 - 艾倫·狄珍妮 - 奥黛丽·赫本 - 芭黎絲·希爾頓 - 海蒂·克隆和席爾 - 珍娜·傑克森 - 麥可·傑克森 - 傑·雷諾 | - 莫尼卡·莱文斯基 - 琳賽·蘿涵 - 乔治·卢卡斯 - 保罗·麦卡特尼 - 瑪丹娜 - 黛米·摩尔 - 奥齐·奥斯本 - 谢尔盖·拉赫玛尼诺夫 - 席維斯·史特龍 - 哈利·斯泰爾斯 - 關·史蒂芬妮和蓋文·羅斯戴爾（Gavin Rossdale） - 小甜甜布蘭妮 - 泰拉·班克斯 - 戈爾·維達爾 - 布蘭達·宋 - 潔西卡·辛普森 - 盧根·利文（飾演主角波西傑克森而聞名的演員） - 妮琪·米娜 - 強尼·奧蘭多 (Johnny Orlando) |

## 相关影视作品

### 电影
- 比佛利山超级警探 (Beverly Hills Cop) 1982
- 比華利山騎呢忍者 (Beverly Hills Ninja) 1997
- 比佛利拜金狗 (Beverly Hills Chihuahua) 2008

### 電視動畫
- 校園嬌娃 （"Totally Spies"）2003

### 电视剧
- 飞越比佛利 (Beverly Hills, 90210)1990
- 90210 2008

## 友好城市
- 墨西哥阿卡普尔科[5]
- 法國戛纳[5]
- 以色列海爾茲利亞[6]
- 中国浦東新區[6]

### 引用
1. ↑  . California Association of Local Agency Formation Commissions.   [2014-08-25]. （原始内容 (Word)存档于2014-11-03）.
2. ↑  Lamothe, Keisha. . Yahoo! Real Estate （CNNMoney.com）. 2007-09-26  [2008-04-05].[永久]
3. ↑  . Census.gov.   [June 4, 2015]. （原始内容存档于April 26, 2015）.
4. ↑  . United States Census Bureau.   [2008-01-31].
5. 1 2  . Sister Cities International. 2002-03-07  [2023-05-30]. （原始内容存档于2023-04-05）.
6. 1 2  . City of Beverly Hills. 2019-07-01  [2023-05-30]. （原始内容存档于2023-04-19）.

## 外部連結
- City Of Beverly Hills（页面存档备份，存于） （英文）
- 比佛利山小聯盟 （英文）
- 羅迪歐大道（Rodeo Drive）官方網站 （页面存档备份，存于） （英文）